# Parametryzacja (programowanie)
Parametryzacja kodu programu komputerowego – zastąpienie wartości w nim odniesieniem do tej wartości.
Parametryzacja może zwiększyć czytelność kodu (gdy odniesienie będzie nosiło znaczącą nazwę) oraz ułatwić zarządzanie nim (gdy dana wartość występuje w kodzie wiele razy).
Przeciwieństwo parametryzacji określane jest w j. angielskim jako hard coding („kodowanie sztywne”).

## Przykłady
Przykłady w języku JavaScript.
Zastąpienie literału identyfikatorem
```
// przed parametryzacją

"x1"
 
+
 
"x2"
 
+
 
"y"
 
+
 
"x3"
 
+
 
"x4"
 
+
 
"y"
 
+
 
"x5"
 
+
 
"x6"
;

```

```
// przykład 1: parametryzacja literału do zmiennej

var
 
parametr
 
=
 
"y"
;

"x1"
 
+
 
"x2"
 
+
 
parametr
 
+
 
"x3"
 
+
 
"x4"
 
+
 
parametr
 
+
 
"x5"
 
+
 
"x6"
;

```

```
// przykład 2: parametryzacja literału do parametru podprogramu

(
function
(
parametr
)
 
{
 
"x1"
 
+
 
"x2"
 
+
 
parametr
 
+
 
"x3"
 
+
 
"x4"
 
+
 
parametr
 
+
 
"x5"
 
+
 
"x6"
;
 
})(
"y"
);

```

Zastąpienie fragmentu programu podprogramem
```
// przed parametryzacją

/*x1*/
 
/*x2*/
 
/*y*/
 
/*x3*/
 
/*x4*/
 
/*y*/
 
/*x5*/
 
/*x6*/

```

```
// przykład 3: parametryzacja fragmentu programu do zmiennej

var
 
parametr
 
=
 
function
()
 
{
 
/*y*/
 
};

/*x1*/
 
/*x2*/
 
parametr
();
 
/*x3*/
 
/*x4*/
 
parametr
();
 
/*x5*/
 
/*x6*/

```

```
// przykład 4: parametryzacja fragmentu programu do parametru podprogramu

(
function
(
parametr
)
 
{
 
/*x1*/
 
/*x2*/
 
parametr
();
 
/*x3*/
 
/*x4*/
 
parametr
();
 
/*x5*/
 
/*x6*/
 
})(
function
()
 
{
 
/*y*/
 
});

```